# NGC 7102
NGC 7102 في الفهرس العام الجديد، هي مجرة، تقع في كوكبة الفرس الأعظم. اكتشفت في 16 أكتوبر 1863 بواسطة ألبرت مارث.

## روابط خارجية
- NGC 7102 على موقع ويكي سكاي: DSS2, SDSS, GALEX, IRAS, Hydrogen α, X-Ray, Astrophoto, Sky Map, Articles and images